# Drosophila alagitans
Drosophila alagitans este o specie de muște din genul Drosophila, familia Drosophilidae, descrisă de Patterson și Mainland în anul 1943. Conform Catalogue of Life specia Drosophila alagitans nu are subspecii cunoscute.